# Liste der Biografien/Bera
Liste der Biografien |
Portal Biografien |
Personensuche
# |
A |
B |
C |
D |
E |
F |
G |
H |
I |
J |
K |
L |
M |
N |
O |
P |
Q |
R |
S |
T |
U |
V |
W |
X |
Y |
Z |
?
 
Ba |
Be |
Bd |
Bg |
Bh |
Bi |
Bj |
Bl |
Bm |
Bn |
Bo |
Br |
Bs |
Bu |
Bw |
By |
Bz
 
Bea–Beb |
Bec |
Bed |
Bee |
Bef |
Beg |
Beh |
Bei |
Bej |
Bek |
Bel |
Bem |
Ben |
Beo |
Bep |
Beq |
Ber |
Bes |
Bet |
Beu |
Bev |
Bew |
Bex |
Bey |
Bez
 
Bera |
Berb |
Berc |
Berd |
Bere |
Berf |
Berg |
Berh |
Beri |
Berj |
Berk |
Berl |
Berm |
Bern |
Bero |
Berq |
Berr |
Bers |
Bert |
Beru |
Berv |
Berw |
Berx |
Bery |
Berz
Die Liste der Biografien führt alle Personen auf, die in der deutschsprachigen Wikipedia einen Artikel haben. Dieses ist eine Teilliste mit 107 Einträgen von Personen, deren Namen mit den Buchstaben „Bera“ beginnt.

## Bera
- Berà († 844), katalanischer Adliger, erster Graf von Barcelona
- Bera, Ami (* 1965), US-amerikanischer Politiker
- Bera, Cornelia (* 1959), deutsche Autorin

### Berac
- Berach, irischer Heiliger
- Beracochea, Roberto (1909–1988), argentinischer Schriftsteller

### Berad
- Beradino, John (1917–1996), US-amerikanischer Schauspieler
- Beradt, Charlotte (1907–1986), deutsche Journalistin und Publizistin
- Beradt, Martin (1881–1949), deutscher Schriftsteller

### Berah
- Beraha, Brigitte (* 1977), britische Jazzsängerin und Songwriterin
- Berahino, Saido (* 1993), englisch-burundischer Fußballspieler

### Berai
- Bérain, Jean der Ältere († 1711), französischer Maler, Zeichner und Kupferstecher
- Bérain, Nicolas, französischer Grammatiker

### Beral
- Beraldi, Alejandro, argentinischer Geiger, Dirigent und Musikpädagoge
- Beraldo, Anderson Cléber (* 1980), brasilianischer Fußballspieler
- Beraldo, Lucas (* 2003), brasilianischer FußballspielerLucas Beraldo (* 2003)

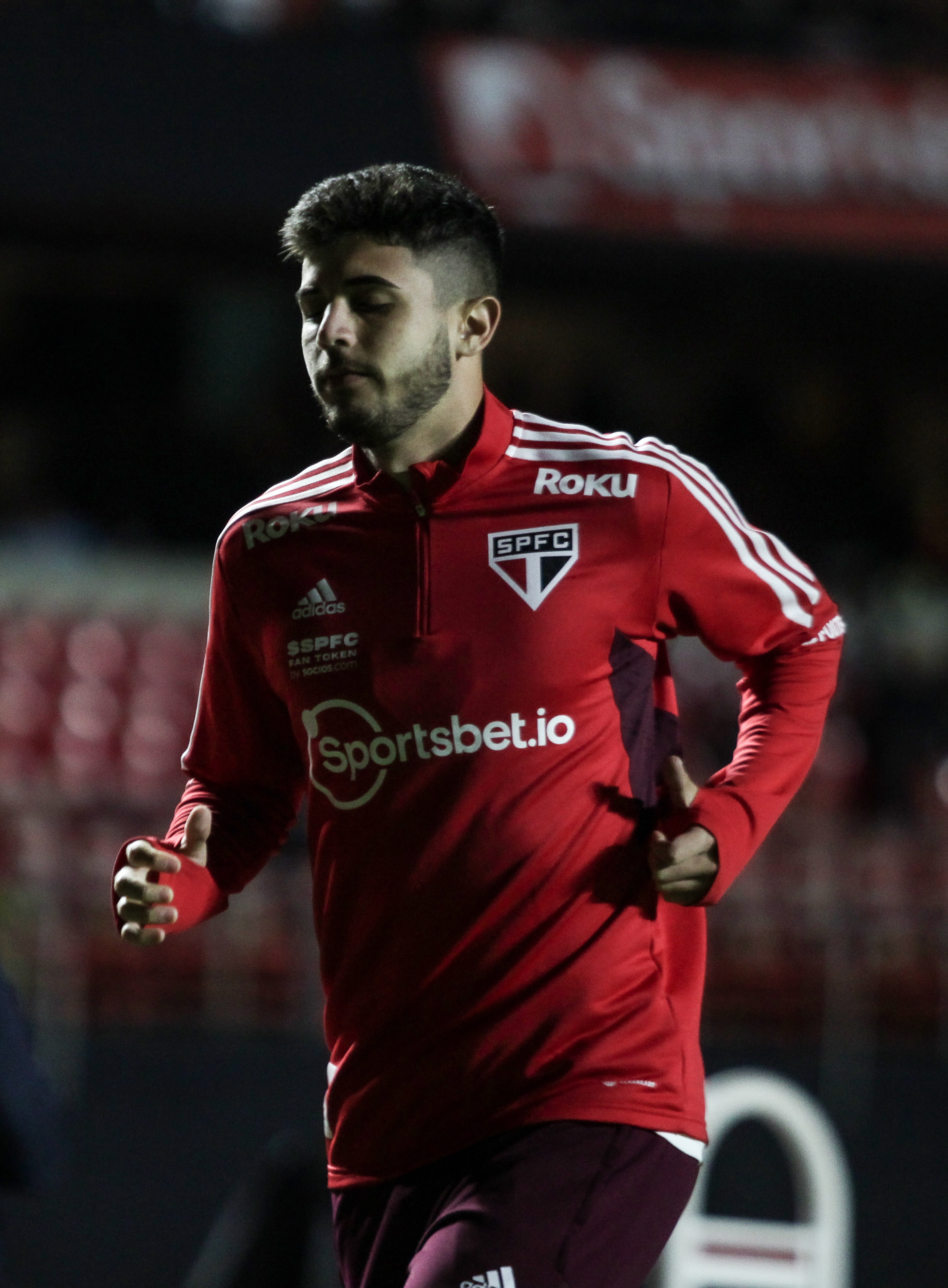
Lucas Beraldo (* 2003)

- Beraldo, Paul (* 1967), italo-kanadischer Eishockeyspieler
- Berall, Wilhelm (1869–1935), österreichischer Mediziner

### Beram
- Beram, Trenten (* 1996), philippinischer Sprinter

### Beran
- Beran, Andreas (* 1953), deutscher Politiker (SPD), MdL
- Beran, Anton (1925–2015), österreichischer Fußballspieler und -trainer
- Beran, Christa (1922–1992), österreichische Gerechte unter den Völkern
- Beran, Felix (1868–1937), österreichisch-schweizerischer Techniker, Schriftsteller und Übersetzer
- Beran, Ferdinand (1903–1985), österreichischer Wissenschaftler und Pionier im internationalen Pflanzenschutz
- Beran, Helmut (* 1939), österreichischer Statistiker
- Beran, Jan (* 1959), tschechisch-schweizerischer Komponist, Mathematiker und Statistiker
- Beran, Jiří (* 1952), tschechoslowakischer Skilangläufer
- Beran, Jiří (* 1982), tschechischer Degenfechter
- Beran, Jonas (* 1959), deutscher Prähistoriker
- Beran, Josef (1888–1969), tschechoslowakischer Geistlicher, Erzbischof von Prag und Kardinal
- Beran, Karl (1872–1944), österreichischer Bankbeamter im Ruhestand und Opfer des Holocaust
- Beran, Ladislav (* 1967), tschechischer Filmschauspieler, Stuntman und Choreograf
- Beran, Míla (1904–1976), tschechoslowakischer Schauspieler
- Beran, Riza (1888–1944), österreichisches Opfer der Shoa
- Beran, Robert (* 1969), luxemburgisch-slowakischer Eishockeyspieler
- Beran, Rudolf (1887–1954), tschechoslowakischer PolitikerRudolf Beran (1887–1954)

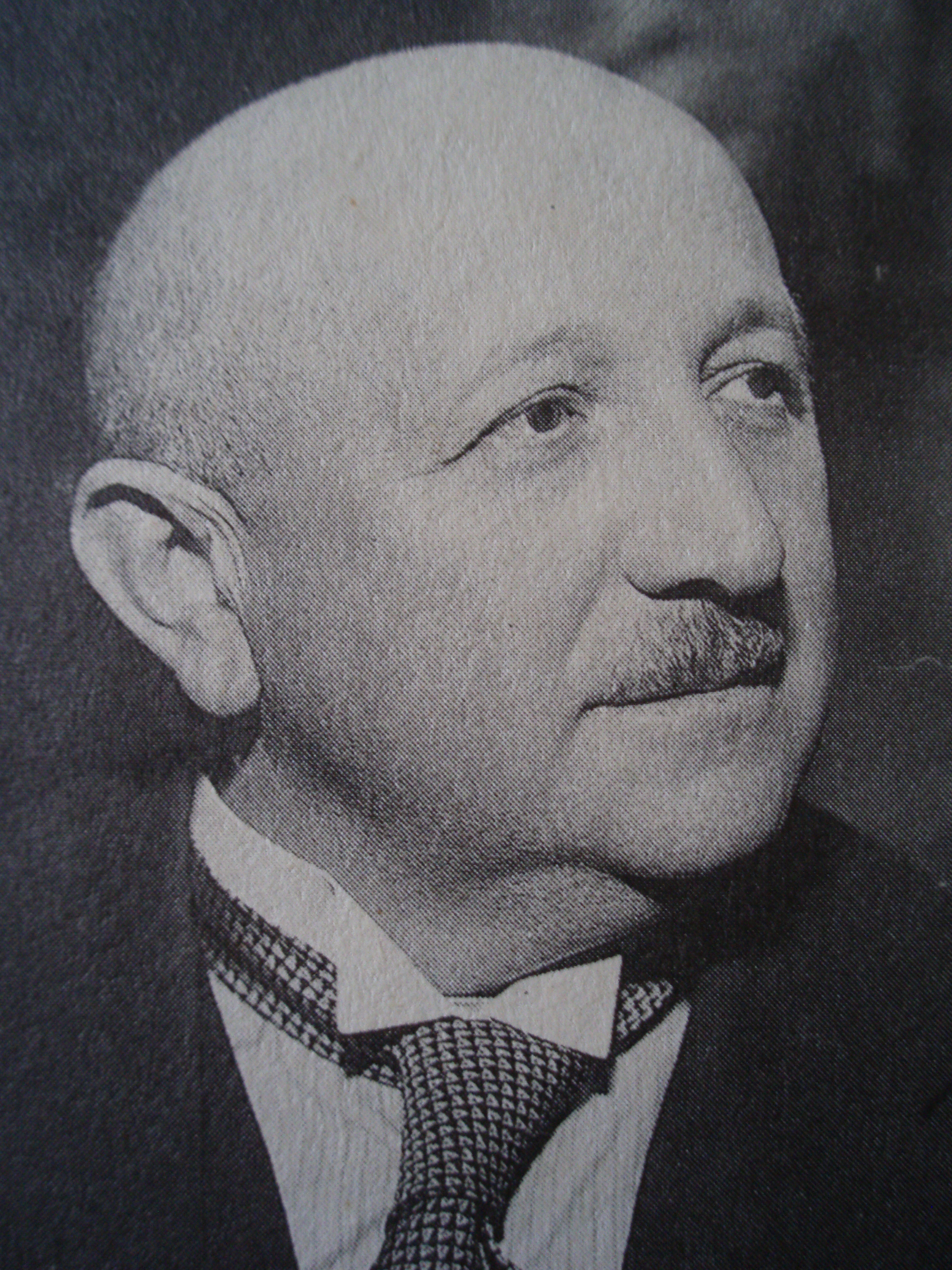
Rudolf Beran (1887–1954)

- Beran, Rudolf (1914–1970), österreichischer Bildhauer und Museumsbediensteter
- Beran, Stephanie (* 1983), US-amerikanische Theater- und Filmschauspielerin
- Beran, Thierry (* 1992), luxemburgischer Eishockeyspieler
- Beran, Thomas (1926–1998), deutscher Vorderasiatischer Archäologe
- Beran-Polly, Alois (1884–1945), österreichischer Maler, Komponist und Autor
- Beranek, Alois (1900–1983), österreichischer Fußballspieler, -schiedsrichter und -trainer
- Beranek, Angelika (* 1980), deutsche Jugendarbeiterin und Medienpädagogin
- Beranek, August (1904–1979), österreichisch-deutscher Verleger und Herausgeber
- Beranek, Ernst (1934–2024), österreichischer Designer
- Beranek, Franz J. (1902–1967), deutscher Sprachwissenschaftler
- Beránek, Jan (* 1926), tschechischer Philosoph
- Beránek, Josef (* 1969), tschechischer Eishockeyspieler
- Beranek, Leo (1914–2016), US-amerikanischer Akustiker
- Beránek, Miroslav (* 1957), tschechischer Fußballspieler und -trainer
- Béranger Frédol der Ältere († 1323), Bischof von Béziers und Kardinal
- Béranger Frédol der Jüngere († 1323), Bischof von Béziers und Kardinal
- Beranger, George (1893–1973), australisch-amerikanischer Schauspieler
- Béranger, Pierre-Jean de (1780–1857), französischer Lyriker und Liedtexter
- Berankis, Ričardas (* 1990), litauischer Tennisspieler
- Beránková, Karolína (* 2000), tschechische Tennisspielerin
- Beránková, Kateřina (* 1977), tschechische Eiskunstläuferin
- Berann, Heinrich C. (1915–1999), österreichischer Grafiker
- Beranová, Kateřina, tschechische Lied-, Oratorien- und Opernsängerin (Sopran) und Gesangspädagogin
- Beranová, Tereza (* 1998), tschechische Skilangläuferin

### Berar
- Berard von Carbio († 1220), franziskanischer Märtyrer und Heiliger
- Berard, Antonius (1921–2005), deutscher Jurist
- Bérard, Auguste (1796–1852), französischer Marineoffizier und Forschungsreisender
- Berard, Bryan (* 1977), US-amerikanischer Eishockeyspieler
- Bérard, Charly (* 1955), französischer Radrennfahrer
- Bérard, Christian (1902–1949), französischer Künstler, Illustrator und Designer
- Bérard, Jacques Étienne (1789–1869), französischer Naturforscher, Physiker und Chemiker
- Bérard, Jean-Antoine (1710–1772), französischer Opernsänger (Tenor) und Gesangslehrer
- Bérard, Julien (* 1987), französischer Radrennfahrer
- Bérard, Léon (1876–1960), französischer Politiker, Rechtsanwalt und Schriftsteller
- Bérard, Léon Eugène (1870–1956), französischer Chirurg, Onkologe und Professor
- Bérard, Reinhard (1841–1915), deutscher Buchdrucker und Politiker
- Bérard, Thomas († 1273), Großmeister des Templerordens (1256–1273)
- Bérard, Victor (1864–1931), französischer Historiker, Klassischer Philologe, Diplomat und Politiker
- Berardi, Aldo (* 1963), französischer römisch-katholischer Ordensgeistlicher, Apostolischer Vikar für das Nördliche Arabien
- Berardi, Angelo († 1694), italienischer Musiktheoretiker und Komponist
- Berardi, Ciro (1909–1961), italienischer Schauspieler
- Berardi, Domenico (* 1994), italienischer FußballspielerDomenico Berardi (* 1994)

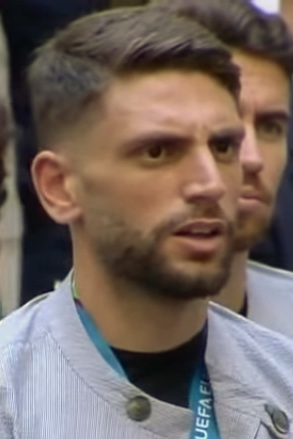
Domenico Berardi (* 1994)

- Berardi, Fabio (* 1959), san-marinesischer Politiker
- Berardi, Filippo (* 1997), san-marinesischer Fußballspieler
- Berardi, Franco (* 1948), italienischer Autonomer, Künstler und poststrukturalistisch bzw. postmarxistischer Schriftsteller
- Berardi, Gaetano (* 1988), schweizerischer Fußballspieler
- Berardi, Giuseppe (1810–1878), italienischer Jurist und Kardinal
- Berardi, Kristin (* 1981), australische Jazzmusikerin (Gesang, Komposition)
- Berardi, Osvaldo (1931–2016), argentinischer Karambolagespieler und Weltmeister
- Bérardier de Bataut, François-Joseph (1720–1794), französischer Schriftsteller
- Berardinelli, Cleonice (1916–2023), brasilianische Literaturwissenschaftlerin
- Berardinelli, James (* 1967), US-amerikanischer Filmkritiker und Schriftsteller
- Berardini, Giuseppe († 2010), italienischer Kameramann
- Berardinis, Olivia de (* 1948), US-amerikanische pin-up-Malerin
- Berardis, Vincenzo (1889–1954), italienischer Diplomat
- Berariu, Ștefan (* 1999), rumänischer Ruderer

### Beras
- Beras Dalmasí, Milagros (1945–1996), dominikanischer Pianist und Musikpädagoge
- Beras Rojas, Octavio Antonio (1906–1990), dominikanischer Geistlicher, Erzbischof von Santo Domingo und Kardinal
- Berasategui, Alberto (* 1973), spanischer Tennisspieler
- Berasategui, Virginia (* 1975), spanische Triathletin

### Berat
- Bérat, Frédéric (1801–1855), französischer Goguettier (Mitglied einer Goguette), Komponist und Liederdichter
- Beratlıgil, Ali (1931–2016), türkischer Fußballspieler und -trainer
- Bératon, Ferry (1859–1900), österreichischer Porträtmaler, Bildhauer und Schriftsteller
- Beratúa, Martín de, spanischer Architekt
- Beratz, Gottlieb (1871–1921), deutsch-russischer römisch-katholischer Geistlicher und Märtyrer

### Berau
- Béraud III. († 1426), französischer Adliger, Gouverneur von Dauphiné
- Béraud, Henri (1885–1958), französischer Schriftsteller und Journalist
- Béraud, Jean (1849–1935), französischer Maler und GraphikerJean Béraud (1849–1935)

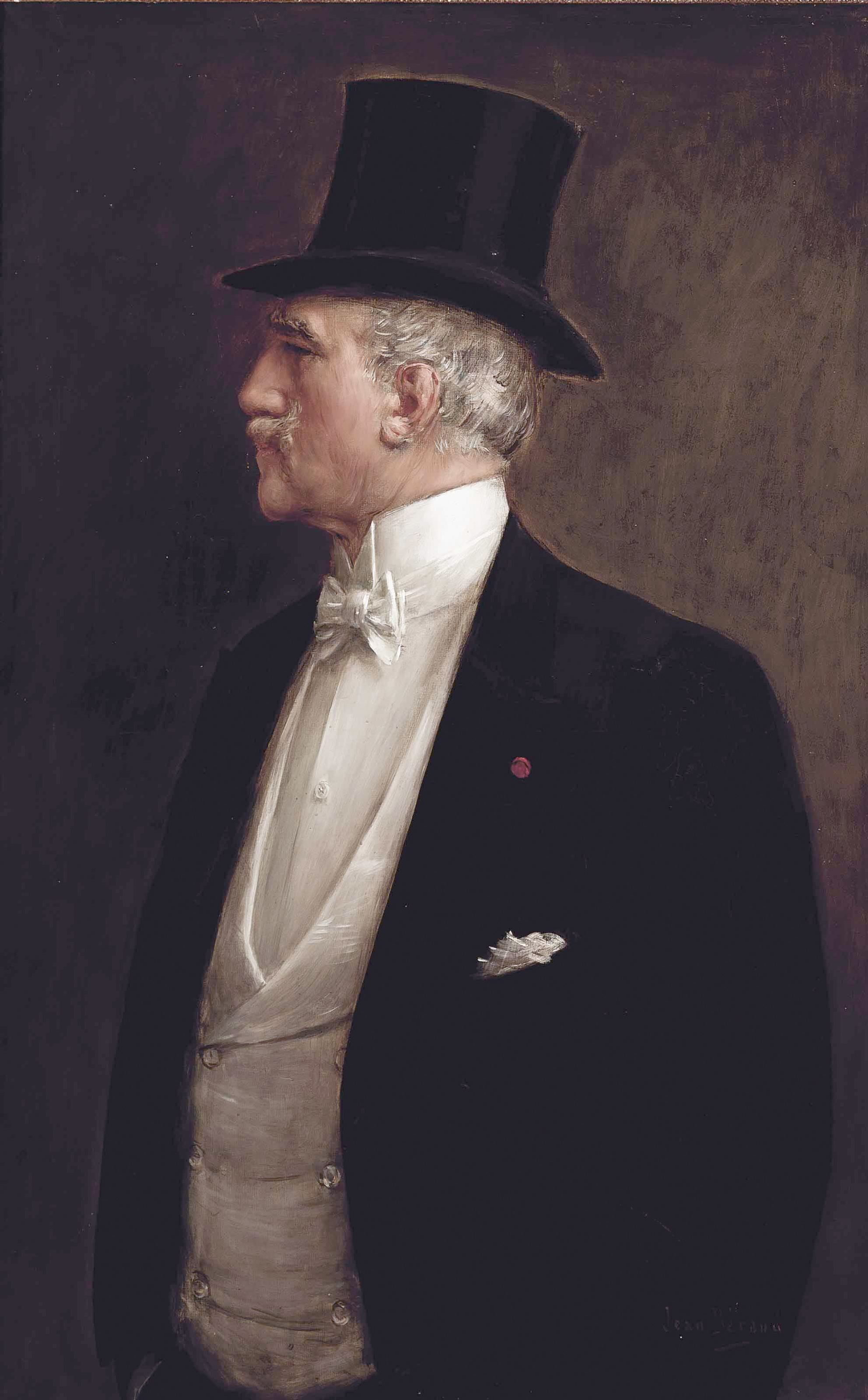
Jean Béraud (1849–1935)

- Beraudo, Joseph (1908–1958), französischer Fußballspieler
- Berauer, Gustl (1912–1986), deutscher Nordischer Kombinierer
- Berauer, Johannes (* 1979), österreichischer Komponist, Dirigent und Hochschullehrer

### Beraz
- Berazaín Iturralde, Rosalina (* 1947), kubanische Botanikerin